# Azur
Azur – miejscowość i gmina we Francji, w regionie Nowa Akwitania, w departamencie Landy.
Według danych na rok 1990 gminę zamieszkiwało 377 osób, a gęstość zaludnienia wynosiła 22 osób/km² (wśród 2290 gmin Akwitanii Azur plasuje się na 812. miejscu pod względem liczby ludności, natomiast pod względem powierzchni na miejscu 649.).